# Moskee van al-Hakim
De Al-Hakimmoskee is een grote moskee in de Egyptische stad Caïro. De moskee werd in 990 begonnen door Fatimische kalief Al Aziz Billah en in 1013 afgerond door diens zoon al-Hakim bi-Amr Allah en zijn toezichthouder Abu Muhammad al-Hafiz 'Abd al-Ghani ibn Sa'id al-Misri.

## Historie
Al-Hakim was 11 toen hij de troon besteeg en hij was 15 toen hij zijn onderwijzer liet vermoorden. Hij stond bekend om zijn bizarre wetten en willekeurig geweld. Hij liet delen van Caïro platbranden toen met protesteerde tegen het vervangen van de naam van God in de vijfdagse gebeden door zijn naam. Hij was ook een vrouwenhater en verbood de productie van vrouwenschoenen om hen zo binnen te houden. Mede door deze slechte reputatie is de moskee een groot gedeelte van de tijd niet als moskee gebruikt. De laatste keer dat het gebouw werd gebruikt als moskee was in 1452. De moskee werd gebruikt als gevangenis voor kruisvaarders, als stal (onder Salah ad-Din), als opslagplaats en fort (door Napoleon), als jongensschool (door Gamal Abdel Nasser) en van tijd tot tijd als moskee. Gedurende het bewind van kedive Tawfik werd de moskee tijdelijk gebruikt als de eerste locatie van het Islamitisch Museum totdat deze in 1903 verplaatst werd naar Bab al-Khalq. Na eeuwen in een vervallen staat verkeerd te hebben, onderging de moskee in de jaren tachtig een restauratie. Tegenwoordig glanst de moskee weer door het gepolijste marmer en de gouden kroonluchters.

## Architectuur
Oorspronkelijk stond de moskee buiten fatimistisch Caïro, totdat Badr al-Gamali de noordelijke muur verplaatste, zodat deze moskee ook binnen de stadsmuren viel. De moskee is gemaakt van bakstenen met stenen façades en minaretten. Het heeft een onregelmatig rechthoekig oppervlak met daarbinnen een eveneens rechthoekige binnenplaats. De binnenplaats wordt omgeven door arcades die gedragen worden door pijlers. De moskee heeft drie koepels en een centraal schip in de qibla gebedshal. 
De twee unieke minaretten zijn de enige originele onderdelen van de moskee en daarmee ook de oudste minaretten in Caïro. De top is echter wel vervangen in 1303 door de Mammeluk Baybars II al-Gashankir, omdat deze verwoest was in een aardbeving. Deze Baybars is ook verantwoordelijk voor de afwerking van de Mabkhara (wierookbrander) en de mihrab van meerkleurig marmer bij de qiblamuur. De peperbusvormige minaretten zijn ondersteund door dikke voetstukken die doen denken aan de pylonen van de faraonische tempels.